# Curry de cabra

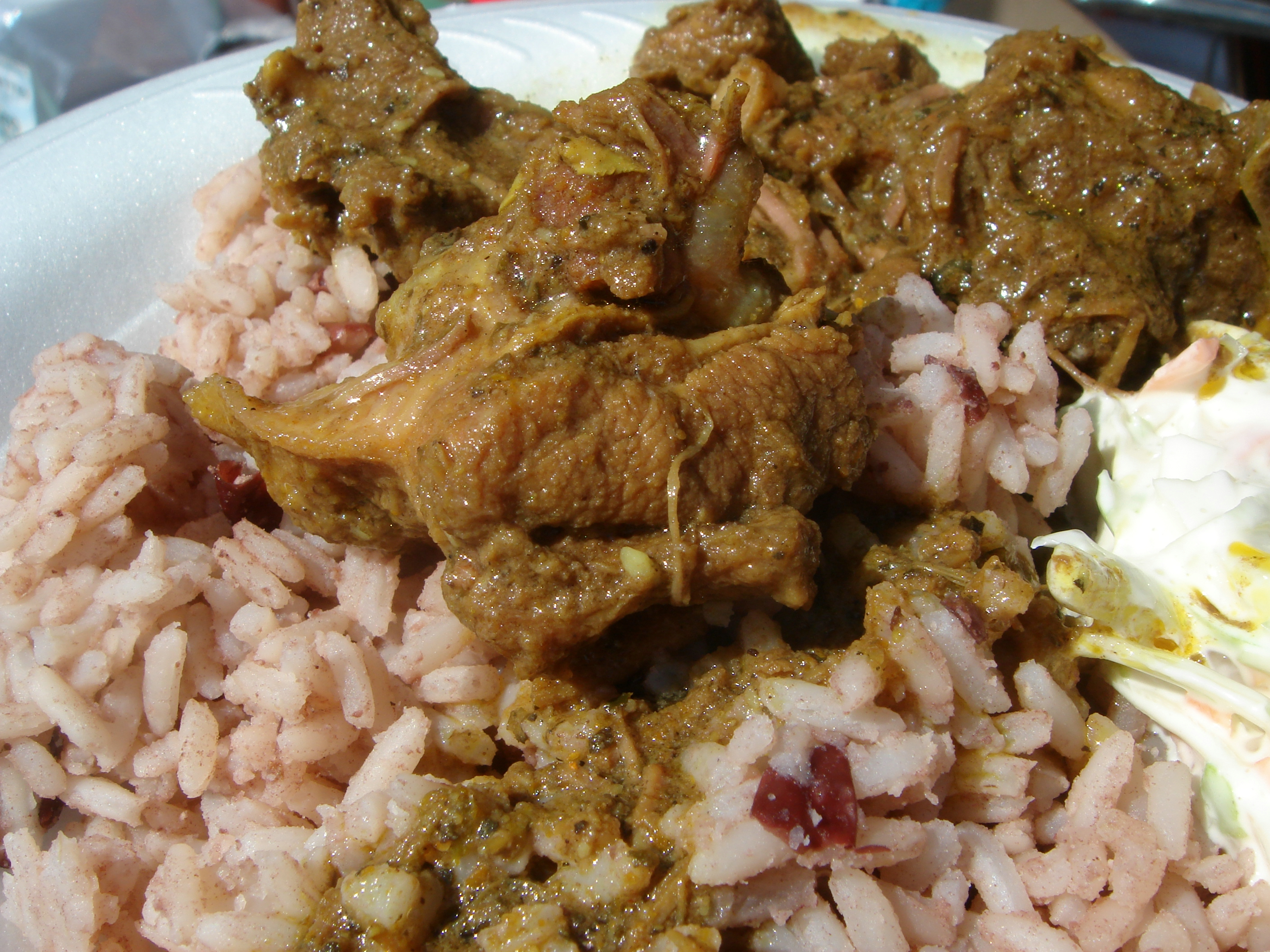
Curry de cabra y arroz, servido en ciertos eventos jamaicanos como el Carnaval de Notting Hill.

El curry de cabra es un curry elaborado con carne de cabra. Se trata de un plato de la cocina indo-jamaicana. Su popularidad ha hecho que resulte habitual entre los inmigrantes jamaicanos de ciertos países angloparlantes: Estados Unidos y Reino Unido.  